# Leah Hirsig

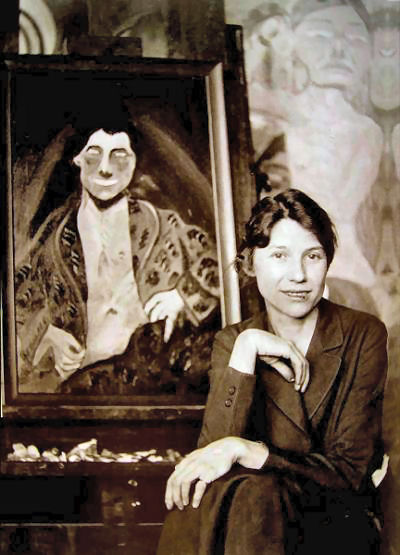
Leah Hirsig en 1919

Leah (Lea, para su familia) Hirsig (9 de abril de 1883 - 22 de febrero de 1975) fue una ocultista suizo-estadounidense, asociada con el también ocultista Aleister Crowley. Hirsig nació en una familia de nueve hermanos (seis mujeres y tres hombres) en Suiza. Sin embargo, su madre junto a Leah y sus hermanas se trasladaron a Estados Unidos en 1885, cuando era una niña de dos años, y creció en Nueva York, mientras que su padre junto con sus hermanos emigraron a Argentina.

## Con Crowley
Tras cursar secundaria en un colegio del Bronx, estar unos años casada con Edward Hammond con quien tuvo un hijo, Hans Hammond (1917-1985) y ejercer como maestra, Leah y su hermana mayor Alma se vieron atraídas por el ocultismo y este interés las llevó a visitar en la primavera de 1918 al ya celebrado Aleister Crowley, que entonces vivía en Greenwich Village, Manhattan. Crowley y Hirsing sintieron una conexión inmediata e instintiva. Leah le pidió que la pintara como un "alma muerta" y de hecho Crowley pintó varios retratos de ella.
Abandonó su vida anterior y en 1919 fue consagrada como su Babalon o Mujer Escarlata, tomando el nombre de Alostrael, "el útero (o Grial) de Dios". En 1921 escribió en su diario: "Me dedico por completo a la Gran Obra. Trabajaré por la maldad, mataré mi corazón, seré desvergonzada ante todos los hombres, libremente prostituiré mi cuerpo a todas las criaturas."
Hirsing ayudó a Crowley a fundar la abadía de Thelema en Cefalú. Poco después del nacimiento de su hija y mudarse con él, partieron para Sicilia, donde el 14 de abril de 1920 firmaron el contrato de arrendamiento de la villa bajo las identidades de Sir Alastor de Kerval y la condesa Lea Harcourt. Durante su estancia en la abadía, era conocida como Soror Alostrael, la Mujer Escarlata de Crowley, que así llamaba a sus parejas en la magia sexual, encarnaciones del principio femenino, consorte y complemento de la Bestia del Apocalipsis, el 666 o principio masculino cuya encarnación era él mismo. Crowley le dedicó uno de sus poemas más obscenos, Lea Sublime y la consideró su compañera mágica ideal. Llamaba a su vagina la "bomba de vacío patentada Hirsing".
Después de la muerte de Raoul Loveday por beber agua contaminada, su esposa May Butts informó en su diario personal sobre un intento fallido de Hirsing de inducir a un macho cabrío a copular con ella, emulando un supuesto antiguo ritual pagano (historia corroborada por el propio Crowley en páginas inéditas de sus diarios). Con Crowley, Leah tuvo una hija, Anna Leah "Poupée" que nació el 26 de enero de 1920 en Fontainebleau, Francia, enfermó en verano y falleció el 15 de octubre. En la primavera de 1921, Hirsing fue la única testigo de la elevación de Crowley al grado máximo de Ipsissimus.
Para 1924, los problemas financieros, al agotarse la fortuna familiar heredada por el mago, y de salud al tener que someterse a varias cirugías debido a su asma, estaban resintiendo su relación. En junio de 1924, Leah escribió en su diario: "su voz ronca me sacudió tanto que quise gritar." Unos meses más tarde, Crowley presentó a su nueva Mujer Escarlata, Dorothy Olsen.
Hirsing no abandonó Thelema ni su dedicación a la Gran Obra, consagrándose a sí misma como Novia del Caos. En 1925, cuando Crowley le pidió que volviera a servir como su escriba y secretaria, ella aceptó de buena gana, siempre dispuesta a ayudar en el avance de su trabajo mágico y la promulgación de la Ley de Thelema. Crowley escribió en su diario: "Ella me ama por mi trabajo... Ella conoce y ama al Dios en mí, no al hombre, y por lo tanto, ha conquistado al gran enemigo que se esconde detrás de sus nubes de gas venenoso, la Ilusión.".

## Después de Crowley
Hirsing pasó el invierno en París, entre dificultades financieras. El biógrafo de Crowley Lawrence Sutin rechaza la afirmación de biógrafos anteriores de que trabajara como prostituta. Se casó con William George Barron, con quien tuvo un hijo, Alexander Barron (4 de diciembre de 1925-?). Continuó trabajando para Crowley y Thelema al menos tres años más.
El 13 de marzo de 1926, Alma, la hermana de Leah (más conocida como Mrs Marian Dockerill) publicó un artículo sobre Aleister Crowley en el New York Journal, titulado "Mi vida en un culto de amor, una advertencia para todas las jóvenes". Leah Hirsing rechazó más tarde el estatus de profeta de Crowley, aunque continuaba reconociendo su Ley. Finalmente, regresó a Estados Unidos y su trabajo como maestra. John Simmons, el "biografo más hostil de Crowley" afirmó haber encontrado rumores sobre su conversión final al catolicismo. Hirsing murió en Meiringen, Suiza, en 1975, a los 91 años.
- Datos: Q461206